# Latin America’s 50 Best Restaurants
Latin America’s 50 Best Restaurants (en español Los 50 mejores restaurantes de Latinoamérica) es una lista anual que presenta los cincuenta mejores restaurantes de América Latina.
El ránking es elaborado por la empresa británica William Reed Business Media, la cual es un spinoff de The World's 50 Best Restaurants, basado a su vez en un listado publicado por la revista británica The Restaurant en 2000.

## Historia
En 2013, la empresa William Reed Business Media anunció la creación de la primera edición latinoamericana de «The World's 50 Best Restaurants». Desde su creación, el ranking se ha consolidado como "la primera gran organización internacional de clasificación de restaurantes" en Latinoamérica.

## Criterios
Cada año, 300 votantes de cinco regiones distintas de América Latina — Brasil, Centroamérica, México, Sudamérica Norte, Sudamérica Sur — responden una única pregunta ("¿Cuál es la mejor experiencia gastronómica que ha tenido?”) y eligen las 10 mejores experiencias en orden de preferencia que han tenido durante los últimos 18 meses al momento de hacer la encuesta.
Entre los votantes participan restauranteros, sommeliers, chefs, periodistas, influencers y gastrónomos. Cada votante puede elegir un máximo de 6 restaurantes de su país de origen y, por lo menos, 4 en otro país latinoamericano.

## Ganadores
| Mejores restaurantes de Latinoamérica |                 |                 |                 |
| Año                                   | 1°              | 2°              | 3°              |
| 2013                                  | Astrid y Gastón | D.O.M.          | Pujol           |
| 2014                                  | Central         | Astrid y Gastón | D.O.M.          |
| 2015                                  | Central         | Boragó          | Astrid y Gastón |
| 2016                                  | Central         | Maido           | D.O.M.          |
| 2017                                  | Maido           | Central         | D.O.M.          |
| 2018                                  | Maido           | Central         | Pujol           |
| 2019                                  | Maido           | Central         | Pujol           |
| 2020                                  | Don Julio       | Maido           | Central         |
| 2021                                  | Central         | Maido           | D.O.M.          |
| 2022                                  | Central         | Don Julio       | Maido           |
| 2023                                  | Maido           | El Chato        | Don Julio       |
| 2024                                  | Don Julio       | Maido           | El Chato        |

## Ver también
- Anexo:Ganadores de Latin America’s 50 Best Restaurants 2022
- Anexo:Ganadores de Latin America’s 50 Best Restaurants 2023
- Anexo: Ganadores de Latin America’s 50 Best Restaurants 2024